# جاك ريفيت
جاك ريفيت (بالفرنسية: Jacques Rivette)‏ ‏(1 مارس 1928 - 29 يناير 2016)، هو مخرج وكاتب سيناريو وناقد سينمائي فرنسي بدأ نشاطه سنة 1948. يُعتبر أحد مؤسسي ومنظّري الموجة الجديدة في السينما الفرنسية. وقد استلهم شخصيته من المخرج جان كوكتو، وأطلق أول أفلامه القصيرة بسن 20. وخلال مسيرته قام بإخراج 28 فيلماً. عُرف بتحليلاته النظرية حول الفن السابع، وكان رئيس تحرير مجلّة «دفاتر السينما» البارزة، والتي واكبت تحوّلات السينما الفرنسية ابتداءً من الخمسينيات.

## وصلات خارجية
- جاك ريفيت على موقع IMDb (الإنجليزية)
- جاك ريفيت على موقع ميتاكريتيك (الإنجليزية)
- جاك ريفيت على موقع الموسوعة البريطانية (الإنجليزية)
- جاك ريفيت على موقع روتن توميتوز (الإنجليزية)
- جاك ريفيت على موقع مونزينجر (الألمانية)
- جاك ريفيت على موقع ألو سيني (الفرنسية)
- جاك ريفيت على موقع أول موفي (الإنجليزية)
- جاك ريفيت على موقع قاعدة بيانات الأفلام السويدية (السويدية)
- جاك ريفيت على موقع إن إن دي بي (الإنجليزية)
- جاك ريفيت على موقع قاعدة بيانات الفيلم (الإنجليزية)